# Anatolij Sergeevič Kulikov
Anatolij Sergeevič Kulikov (Ajgurskij, 4 settembre 1946) è un generale e politico russo, ministro degli interni della Federazione Russa dal 1995 al 1998.

## Biografia
Nato nel Territorio di Stavropol', si è diplomato alla scuola militare di Ordzhonikidze per le truppe interne del Ministro degli Affari Interni della Federazione Russa, completando il suo percorso alla scuola militare M.V. Frunze e all'accademia militare per le forze armate generali della Federazione Russa. Ha prestato servizi di supporto durante il disastro nucleare di Chernobyl. 
Dal 1990 al 1992 è stato designato comandante delle truppe interne della Ciscaucasia e della Transcaucasia. Durante la Crisi costituzionale russa del 1993 a Mosca è stato uno dei comandanti designati per gestire lo stato di emergenza nella capitale. 
Nei primi mesi del 1995 fu nominato comandante del gruppo congiunto delle forze federali russe specializzate nel ripristino dell'ordine e nella soppressione di formazioni paramilitari illegali nel territorio della Cecenia e della Ciscaucasia. I suoi anni di servizio nella zona lo hanno visto uno dei comandanti delle forze filo-governative durante la Prima guerra cecena, insieme allo stesso Boris El'cin, allora Presidente della Federazione Russa. Nella fase finale della guerra, tra il 1994 e il 1995, le truppe russe si rendono responsabili dell'assedio di Groznyj, nel quale Kulikov assume un ruolo centrale come comandante delle truppe filo-governative. Nell'aprile 1995 fu uno dei responsabili del massacro di Samashki e, pochi mesi più tardi, nel giugno dello stesso anno, il principale fautore del negato accesso di aiuti umanitari internazionali nella Cecenia meridionale.
Il 6 luglio 1995, dopo la crisi degli ostaggi di Budënnovsk, che vide truppe cecene usare ostaggi come scudi umani in un ospedale cittadino, succedette a Viktor Erin come Ministro degli interni della Federazione Russa. Nonostante la nuova carica, continuò a mantenere un ruolo di spicco nella gestione militare della Prima guerra cecena.
Nell'agosto del 1996 Aleksandr Lebed', che era stato appena nominato segretario del consiglio di sicurezza della Federazione Russa, criticò Kulikov per la disastrosa battaglia di Groznyj e chiese al Presidente Boris El'cin di congedarlo da ulteriori incarichi militari. El'cin rifiutò la richiesta e in ottobre rimosse lo stesso Lebed' dalla sua posizione. Nonostante la debacle cecena, Kulikov mantenne il suo mandato anche sotto il successivo Primo Ministro Viktor Černomyrdin fino al 23 marzo 1998, quando fu costretto alle dimissioni insieme a tutto il secondo gabinetto. Mentre la maggior parte dei ministri del precedente gabinetto furono riconfermati nel governo di Sergej Kirienko, Kulikov non fu riconfermato e fu sostituito da Sergej Stepašin al Ministero degli interni. 
In seguito, Kulikov è stato eletto nella Duma di Stato per due volte, la prime nelle elezioni legislative del 1999 per il mandato 2000-2003 e la seconda nelle elezioni parlamentari del 2003 per il mandato 2004-2007. Durante le elezioni ha fatto parte del partito filo-governativo Russia Unita.